# Bakchios (Töpfer I)
Bakchios (altgriechisch Βάκχιος), Sohn des Amphis[...], war ein in Athen tätiger griechischer Töpfer des 4. Jahrhunderts v. Chr. aus dem attischen Demos Kerameis.
Bakchios ist durch sein Grabstele aus Athen (um 330 v. Chr.) bekannt. In der Inschrift werden seine Siege in Handwerkerwettbewerben der Stadt Athen ausdrücklich gewürdigt. Da mit diesen sonst nicht bekannten Wettbewerben nur die öffentlichen Ausschreibungen für die Aufträge zur Produktion der Panathenäischen Preisamphoren gemeint sein können, ist er mit dem durch seine Signatur auf zwei panathenäischen Preisamphoren bekannten Töpfer Bakchios zu identifizieren, der für den Archon Hippodamos (375/4 v. Chr.) arbeitete.
Es ist versucht worden, Bakchios mit dem rotfigurigen Marsyas-Maler zu identifizieren.
Es wird angenommen, dass die in einer Bürgerrechtsinschrift der 320er Jahre v. Chr. aus Ephesos genannten Töpfer Bakchios und Kittos seine Söhne sind, die nach Ephesos auswanderten. Aus chronologischen Gründen ist dies jedoch nicht völlig sicher, bei der Seltenheit dieser Namen in Attika dürften sie aber auf jeden Fall zu einer Töpferfamilie gehört haben.